# Satyricon (opera lirica)
Satyricon è un'opera lirica di Bruno Maderna, su libretto di Ian Strasfogel adattato dall'omonimo romanzo di Petronio Arbitro.
Fu una delle ultime composizioni musicali di Maderna. Venne rappresentata per la prima volta nell'ambito dell'Holland Festival il 16 marzo 1973 a Scheveningen, nei Paesi Bassi.
Quest'opera ha una sua originalità, essendo formata da sedici "numeri" intercambiabili e coi personaggi che si esprimono in quattro lingue (inglese, francese, tedesco, latino).

## Trama
La trama dell'opera è incentrata sulla scena della cena di Trimalcione, durante la quale avvengono i continui litigi fra lui e la moglie fortunata, i racconti del ricco Habinnas e numerosi amplessi tra gli invitati. L'opera si conclude con Trimalcione che detta il suo testamento.